# Великі Грабічани
46°08′ пн. ш. 16°39′ сх. д. / 46.14° пн. ш. 16.65° сх. д.
Великі Грабічани (хорв. Veliki Grabičani) — населений пункт у Хорватії, у Копривницько-Крижевецькій жупанії у складі громади Расіня.

## Населення
Населення за даними перепису 2011 року становило 103 осіб.
Динаміка чисельності населення поселення: